# Kornelis Dijkema
Kornelis Dijkema (Garrelsweer, 28 september 1922 – Zuidlaren, 27 november 1992) was een Nederlands politicus.
Hij was als commies werkzaam bij de gemeentesecretarie van Termunten voor hij in juli 1954 gemeentesecretaris van Usquert werd. Hij volgde daarmee P.T. Allersma op die eind december 1953 overleden  was. Een jaar later werd Dijkema benoemd tot burgemeester van die gemeente. In april 1971 werd hem op eigen verzoek ontslag verleend. Dijkema overleed eind 1992 op 70-jarige leeftijd. In 1981 kreeg hij het Verzetsherdenkingskruis.